# 61 км (зупинний пункт, Харківська дирекція Південної залізниці)
61 км — пасажирський залізничний зупинний пункт Харківської дирекції Південної залізниці на лінії Мерефа — Красноград між станцією Берестовеньки (6,5 км) та роз'їздом Нововербівка (1,7 км).
Розташований у селі Іванівське Красноградського району Харківської області. 

## Пасажирське сполучення
На зупинному пункті 61 км зупиняються приміські поїзди до станцій Харків-Пасажирський та Красноград.